# Campeonato Mundial de Ginástica Artística de 1997 - Resultados masculinos
Os resultados masculinos no Campeonato Mundial de Ginástica Artística de 1997 somaram 24 medalhas nas oito provas disputadas.

## Resultados

### Equipes
Finais
| Pos.              | País           | Ginastas                                                                                            | Pts     |
| ----------------- | -------------- | --------------------------------------------------------------------------------------------------- | ------- |
| Medalha de ouro   | China          | Huang Xu, Li Xiaopeng, Lu Yufu, Shen Jian, Zhang Jinjing, Xiao Junfeng                              | 226,117 |
| Medalha de prata  | Bielorrússia   | Alexander Chostak, Ivan Ivankov, V. Kasperovich, Ivan Pavlovski, Vitaly Rudnitski, Alexei Sinkevich | 221,568 |
| Medalha de bronze | Rússia         | Alexei Bondarenko, Evgeni Ghukov, Nikolay Krukov, Alexei Nemov, Dmitri Vasilenko, Alexei Voropaev   | 220,682 |
| 4                 | Japão          | Kenichi Fujita, Yosh. Hatakeda, Takuya Kishimoto, Shigeru Kurihara, Naoya Tsukahara, Yoshiro Saito  | 220,643 |
| 5                 | Estados Unidos | Mike Dutka, Jason Gatson, John Macready, J Roethlisberger, Jay Thornton, Blaine Wilson              | 219,806 |
| 6                 | Alemanha       | Valery Belenky, Uwe Billerbeck, Daniel Farago, Sergei Charkov, Dimitri Nonin, Sergej Pfeifer        | 217,834 |

### Individual geral
Finais
| Pos.              | Ginasta        | País               | Pontos |
| ----------------- | -------------- | ------------------ | ------ |
| Medalha de ouro   | Bielorrússia   | Ivan Ivankov       | 56,887 |
| Medalha de prata  | Rússia         | Alexei Bondarenko  | 56,061 |
| Medalha de bronze | Japão          | Naoya Tsukahara    | 56,023 |
| 4                 | França         | Dmitry Karbanenko  | 55,936 |
| 5                 | China          | Huang Xu           | 55,798 |
| 6                 | Rússia         | Nikolay Kryukov    | 55,623 |
| 7                 | Espanha        | Jesus Carballo     | 55,486 |
| 8                 | Cuba           | Eric Lopez         | 55,061 |
| 9                 | Ucrânia        | Alexander Beresch  | 54,936 |
| 10                | Estados Unidos | Blaine Wilson      | 54,911 |
| 11                | Japão          | Yoshiaki Hatakeda  | 54,711 |
| 12                | China          | Lu Yufu            | 54,686 |
| 13                | Ucrânia        | Roman Zozulia      | 54,660 |
| 14                | China          | Zhang Jinjing      | 54,599 |
| 15                | Alemanha       | Sergei Kharkov     | 54,548 |
| 16                | Cazaquistão    | Sergei Fedorchenko | 54,362 |
| 17                | Roménia        | Cristian Leric     | 54,311 |
| 18                | Espanha        | Omar Cortes        | 54,310 |
| 19                | Austrália      | Andrei Kravtsov    | 54,186 |
| 20                | Alemanha       | Sergei Pfeifer     | 54,073 |
| 21                | Hungria        | Zoltan Supola      | 53,973 |
| 22                | Estados Unidos | Jason Gatson       | 53,935 |
| 23                | Bielorrússia   | Igor Vihrov        | 53,849 |
| 24                | Cuba           | Lazaro Lamela      | 53,550 |

| Pos.              | País         | Ginasta            | Pts   |
| ----------------- | ------------ | ------------------ | ----- |
| Medalha de ouro   | Rússia       | Alexei Nemov       | 9,625 |
| Medalha de prata  | França       | Dmitri Karbanenko  | 9,550 |
| Medalha de bronze | China        | Li Xiaopeng        | 9,537 |
| 4                 | Rússia       | Yevgeny Zhukov     | 9,412 |
| 5                 | Ucrânia      | Valery Pereshkura  | 9,275 |
| 6                 | Bielorrússia | Vitaly Rudnitski   | 9,262 |
| 7                 | Espanha      | Gervasio Deferr    | 8,887 |
| 8                 | Cazaquistão  | Sergei Fedorchenko | 8,625 |

| Pos.              | País            | Ginasta           | Pts   |
| ----------------- | --------------- | ----------------- | ----- |
| Medalha de ouro   | Alemanha        | Valery Belenky    | 9,700 |
| Medalha de prata  | França          | Eric Poujade      | 9,700 |
| Medalha de bronze | Coreia do Norte | Pae Gil Su        | 9,700 |
| 4                 | China           | Zhang Jinjing     | 9,662 |
| 5                 | Rússia          | Nikolay Kryukov   | 9,612 |
| 6                 | Hungria         | Zoltan Supola     | 9,600 |
| 7                 | Roménia         | Adrian Ianculescu | 9,487 |
| 8                 | Roménia         | Marius Urzica     | 9,112 |

| Pos.              | País         | Ginasta              | Pts   |
| ----------------- | ------------ | -------------------- | ----- |
| Medalha de ouro   | Itália       | Juri Chechi          | 9,775 |
| Medalha de prata  | Hungria      | Szilveszter Csollany | 9,687 |
| Medalha de bronze | Bielorrússia | Ivan Ivankov         | 9,662 |
| 4                 | Alemanha     | Valery Belenky       | 9,587 |
| 5                 | Itália       | Roberto Galli        | 9,575 |
| 6                 | Grécia       | Dimosthenis Tampakos | 9,562 |
| 7                 | Croácia      | Alexei Demyanov      | 9,537 |
| 8                 | Japão        | Yoshiro Saito        | 9,500 |

| Pos.              | País         | Ginasta              | Pts   |
| ----------------- | ------------ | -------------------- | ----- |
| Medalha de ouro   | Cazaquistão  | Sergei Fedorchenko   | 9,581 |
| Medalha de prata  | Rússia       | Nikolay Kryukov      | 9,556 |
| Medalha de bronze | Roménia      | Adrian Ianculescu    | 9,437 |
| 4                 | China        | Xiao Junfeng         | 9,325 |
| 5                 | Rússia       | Alexei Bondarenko    | 9,218 |
| 6                 | Ucrânia      | Roman Zozulia        | 8,999 |
| 7                 | Ucrânia      | Valeri Goncharov     | 8,981 |
| 8                 | Bielorrússia | Vladimir Kasperovich | 8,956 |

| Pos.              | País         | Ginasta           | Pts   |
| ----------------- | ------------ | ----------------- | ----- |
| Medalha de ouro   | China        | Zhang Jinjing     | 9,775 |
| Medalha de prata  | China        | Li Xiaopeng       | 9,737 |
| Medalha de bronze | Japão        | Naoya Tsukahara   | 9,562 |
| 4                 | Alemanha     | Sergei Kharkov    | 9,500 |
| 5                 | Eslovênia    | Mitja Petkovsek   | 9,487 |
| 6                 | Bielorrússia | Ivan Ivankov      | 9,450 |
| 7                 | Espanha      | Jesus Carballo    | 9,325 |
| 8                 | Bielorrússia | Alexander Shostak | 9,262 |

| Pos.              | País         | Ginasta            | Pts   |
| ----------------- | ------------ | ------------------ | ----- |
| Medalha de ouro   | Finlândia    | Jani Tanskanen     | 9,700 |
| Medalha de prata  | Espanha      | Jesus Carballo     | 9,675 |
| Medalha de bronze | Ucrânia      | Alexander Beresch  | 9,625 |
| 4                 | Rússia       | Yevgeny Zhukov     | 9,562 |
| 5                 | Japão        | Yoshiaki Hatakeda  | 9,312 |
| 6                 | Cazaquistão  | Sergei Fedorchenko | 8,850 |
| 7                 | Bielorrússia | Ivan Ivankov       | 8,762 |
| 8                 | Roménia      | Marius Urzica      | 8,750 |